# Mokil
Mokil är en ö i Mikronesiska federationen.   Den ligger i kommunen Mokil Municipality och delstaten Pohnpei, i den östra delen av landet, 180 km öster om huvudstaden Palikir.